# ادوارد مندی
ادوارد مندی (انگلیسی: Édouard Mendy؛ زادهٔ ۱ مارس ۱۹۹۲) بازیکن فوتبال اهل سنگال است که برای باشگاه الاهلی در پست دروازه‌بان بازی می‌کند.
از باشگاه‌هایی که در آن بازی کرده‌است می‌توان به رن، استاد رنس، المپیک مارسی و چلسی اشاره کرد. وی همچنین در تیم ملی فوتبال سنگال بازی کرده‌است.
ادوارد مندی به اولین دورازه بان چلسی پس از پیتر چک در سال ۲۰۰۴ تبدیل شد که در ۳ بازی ابتدایی خود در لیگ برتر موفق به کلین شیت می‌شود.

## آمار ملی

### بازی‌های ملی
تا تاریخ ۲۹ ژانویه ۲۰۲۴
| سنگال | سنگال | سنگال    | سنگال    |
| سال   | بازی  | کلین شیت | گل خورده |
| ----- | ----- | -------- | -------- |
| ۲۰۱۸  | ۱     | ۱        | ۰        |
| ۲۰۱۹  | ۷     | ۵        | ۲        |
| ۲۰۲۰  | ۲     | ۲        | ۰        |
| ۲۰۲۱  | ۶     | ۲        | ۴        |
| ۲۰۲۲  | ۱۳    | ۵        | ۱۲       |
| ۲۰۲۳  | ۴     | ۳        | ۱        |
| ۲۰۲۴  | ۵     | ۳        | ۱۰۰      |
| مجموع | ۳۸    | ۲۱       | ۲۱       |

## افتخارات

### رنس
لیگ ۲: ۲۰۱۷–۱۸

### چلسی
لیگ قهرمانان اروپا:  ۲۱–۲۰۲۰
سوپر جام اروپا:  ۲۰۲۱
جام باشگاه‌های جهان: ۲۰۲۱

### سنگال
نایب قهرمانی جام ملت‌های آفریقا:  ۲۰۱۹
 قهرمان جام ملت‌های آفریقا:  ۲۰۲۱
- افتخارات فردی

بهترین دروازه‌بان جهان: ۲۰۲۱
 بهترین دروازه‌بان جام ملت‌های آفریقا: ۲۰۲۱
 عضو ترکیب منتخب جام ملت‌های آفریقا: ۲۰۲۱